# 莫氏拎树藤
莫氏拎树藤（学名：Epipremnum moszkowskii），属于天南星科麒麟叶属，是新几内亚岛西部（西新几内亚）热带雨林中特有的一种木质藤本植物。

## 分布
本种仅分布于新几内亚岛的西部，包括印尼的巴布亚省及西巴布亚省，为当地特有种。

## 名称
本种学名中的种小名是为了纪念模式标本的采集者——德国医生兼植物学家及生态学家马克斯·莫什科夫斯基（Max Moszkowski）。